# Дія Ейнштейна — Гільберта
Дія Ейнштейна — Гільберта — дія, яка дозволяє виводити рівняння Ейнштейна у загальній теорії відносності через принцип найменшої дії. Гравітаційна частина дії дається формулою
{\displaystyle S={1 \over 2\kappa }\int R{\sqrt {-g}}\,\mathrm {d} ^{4}x,}
де {\displaystyle g=\det(g_{\mu \nu })} — визначник метричного тензора, {\displaystyle R} — скаляр Річі, а {\displaystyle \kappa =8\pi Gc^{-4}} — гравітаційна стала Ейнштейна ({\displaystyle G} — гравітаційна стала, {\displaystyle c} — швидкість світла у вакуумі). Застосування рівняння Ейлера — Лагранжа до дії Ейнштейна — Гільберта дає рівняння Ейнштейна.
Вперше цю дію запропонував Давид Гільберт у 1915 році.

## Виведення рівнянь поля Ейнштейна
Виведення рівнянь руху з дії має кілька переваг. По-перше, це дозволяє легко поєднати загальну теорію відносності з іншими класичними теоріями поля (наприклад, теорією Максвелла), які також сформульовані в термінах дії. Крім того, симетрії дії дозволяють легко ідентифікувати збережувані величини за допомогою теореми Нетер.

Рівняння Ейнштейна в присутності матерії отримують додаванням дії матерії до дії Ейнштейна — Гільберта. Припустимо, що повна дія задана членом Ейнштейна — Гільберта плюс член {\displaystyle {\mathcal {L}}_{\mathrm {M} }}, який описує будь-які поля матерії, наявні в теорії:

| {\displaystyle S=\int \left[{\frac {1}{2\kappa }}R+{\mathcal {L}}_{\mathrm {M} }\right]{\sqrt {-g}}\,\mathrm {d} ^{4}x}. | \| \| \| \| \| \| \| \| | (1) |
| |                         |     |
| |                         |     |
Тоді принцип найменшої дії говорить, що для виведення фізичного закону ми повинні вимагати, щоб варіація цієї дії зі змінами оберненої метрики дорівнювала нулю, що дає
{\displaystyle {\begin{aligned}0&=\delta S\\&=\int \left[{\frac {1}{2\kappa }}{\frac {\delta \left({\sqrt {-g}}R\right)}{\delta g^{\mu \nu }}}+{\frac {\delta \left({\sqrt {-g}}{\mathcal {L}}_{\mathrm {M} }\right)}{\delta g^{\mu \nu }}}\right]\delta g^{\mu \nu }\,\mathrm {d} ^{4}x\\&=\int \left[{\frac {1}{2\kappa }}\left({\frac {\delta R}{\delta g^{\mu \nu }}}+{\frac {R}{\sqrt {-g}}}{\frac {\delta {\sqrt {-g}}}{\delta g^{\mu \nu }}}\right)+{\frac {1}{\sqrt {-g}}}{\frac {\delta \left({\sqrt {-g}}{\mathcal {L}}_{\mathrm {M} }\right)}{\delta g^{\mu \nu }}}\right]\delta g^{\mu \nu }{\sqrt {-g}}\,\mathrm {d} ^{4}x\end{aligned}}}.

Оскільки це рівняння має виконуватися для будь-якої варіації {\displaystyle \delta g^{\mu \nu }}, то

| {\displaystyle {\frac {\delta R}{\delta g^{\mu \nu }}}+{\frac {R}{\sqrt {-g}}}{\frac {\delta {\sqrt {-g}}}{\delta g^{\mu \nu }}}=-2\kappa {\frac {1}{\sqrt {-g}}}{\frac {\delta ({\sqrt {-g}}{\mathcal {L}}_{\mathrm {M} })}{\delta g^{\mu \nu }}}} | \| \| \| \| \| \| \| \| | (2) |
| |                         |     |
| |                         |     |
Права частина цього рівняння руху (за визначенням) пропорційна тензору енергії-імпульсу,
{\displaystyle T_{\mu \nu }:={\frac {-2}{\sqrt {-g}}}{\frac {\delta ({\sqrt {-g}}{\mathcal {L}}_{\mathrm {M} })}{\delta g^{\mu \nu }}}=-2{\frac {\delta {\mathcal {L}}_{\mathrm {M} }}{\delta g^{\mu \nu }}}+g_{\mu \nu }{\mathcal {L}}_{\mathrm {M} }}.
Щоб обчислити ліву частину рівняння, нам потрібні варіації скаляра Річі {\displaystyle R} і визначника метрики. Їх можна отримати за допомогою стандартних розрахунків, таких як наведені нижче розрахунки на основі підручника Керролла (2004).

### Варіація скаляра Річі
Варіація скаляра Річі випливає з варіації тензора кривини Рімана, а потім тензора кривини Річі.
Перший крок фіксується рівністю Палатіні
{\displaystyle \delta R_{\sigma \nu }\equiv \delta {R^{\rho }}_{\sigma \rho \nu }=\nabla _{\rho }\left(\delta \Gamma _{\nu \sigma }^{\rho }\right)-\nabla _{\nu }\left(\delta \Gamma _{\rho \sigma }^{\rho }\right)}.
Використовуючи правило добутку, варіація скаляра Річі {\displaystyle R=g^{\sigma \nu }R_{\sigma \nu }} перетворюються на
{\displaystyle {\begin{aligned}\delta R&=R_{\sigma \nu }\delta g^{\sigma \nu }+g^{\sigma \nu }\delta R_{\sigma \nu }\\&=R_{\sigma \nu }\delta g^{\sigma \nu }+\nabla _{\rho }\left(g^{\sigma \nu }\delta \Gamma _{\nu \sigma }^{\rho }-g^{\sigma \rho }\delta \Gamma _{\mu \sigma }^{\mu }\right),\end{aligned}}}
де ми також використали метричну зв'язність {\displaystyle \nabla _{\sigma }g^{\mu \nu }=0} і перейменували індекси підсумовування {\displaystyle (\rho ,\nu )\rightarrow (\mu ,\rho )} в останньому члені.
При множенні на {\displaystyle {\sqrt {-g}}}, член {\displaystyle \nabla _{\rho }\left(g^{\sigma \nu }\delta \Gamma _{\nu \sigma }^{\rho }-g^{\sigma \rho }\delta \Gamma _{\mu \sigma }^{\mu }\right)} стає повною похідною, оскільки для будь-якого вектора {\displaystyle A^{\lambda }} і будь-якої тензорної густини {\displaystyle {\sqrt {-g}}\,A^{\lambda }}, ми маємо
{\displaystyle {\sqrt {-g}}\,A_{;\lambda }^{\lambda }=\left({\sqrt {-g}}\,A^{\lambda }\right)_{;\lambda }=\left({\sqrt {-g}}\,A^{\lambda }\right)_{,\lambda }} або {\displaystyle {\sqrt {-g}}\,\nabla _{\mu }A^{\mu }=\nabla _{\mu }\left({\sqrt {-g}}\,A^{\mu }\right)=\partial _{\mu }\left({\sqrt {-g}}\,A^{\mu }\right)}.

За теоремою Стокса, така повна похідна при інтегруванні дає лише граничний член. Цей граничний член в загальному випадку не дорівнює нулю, оскільки підінтегральна функція залежить не тільки від {\displaystyle \delta g^{\mu \nu },} а й від його часткових похідних {\displaystyle \partial _{\lambda }\,\delta g^{\mu \nu }\equiv \delta \,\partial _{\lambda }g^{\mu \nu }}. Подробиці наведені в статті Граничний член Гіббонса — Гокінга — Йорка. Однак коли варіація метрики {\displaystyle \delta g^{\mu \nu }} зникає в околицях границі або коли границі немає, цей член не дає внеску у варіацію дії. Таким чином, ми можемо забути про цей член і просто отримати

| {\displaystyle {\frac {\delta R}{\delta g^{\mu \nu }}}=R_{\mu \nu }}. | \| \| \| \| \| \| \| \| | (3) |
|                                                                       |                         |     |
|                                                                       |                         |     |
для подій не на замиканні границі.

### Варіація визначника
Формула Якобі, правило диференціювання визначника, дає:
{\displaystyle \delta g=\delta \det(g_{\mu \nu })=gg^{\mu \nu }\delta g_{\mu \nu }} ,
тобто можна перейти в систему координат, де {\displaystyle g_{\mu \nu }} діагональна, а потім застосувати правило добутку, щоб продиференціювати добуток членів на головній діагоналі. Використовуючи це, ми отримуємо
{\displaystyle \delta {\sqrt {-g}}=-{\frac {1}{2{\sqrt {-g}}}}\delta g={\frac {1}{2}}{\sqrt {-g}}\left(g^{\mu \nu }\delta g_{\mu \nu }\right)=-{\frac {1}{2}}{\sqrt {-g}}\left(g_{\mu \nu }\delta g^{\mu \nu }\right)}.
В останній рівності ми використали той факт, що
{\displaystyle g_{\mu \nu }\delta g^{\mu \nu }=-g^{\mu \nu }\delta g_{\mu \nu }},
що випливає з правила диференціювання оберненої матриці
{\displaystyle \delta g^{\mu \nu }=-g^{\mu \alpha }\left(\delta g_{\alpha \beta }\right)g^{\beta \nu }}.

Таким чином робимо висновок

| {\displaystyle {\frac {1}{\sqrt {-g}}}{\frac {\delta {\sqrt {-g}}}{\delta g^{\mu \nu }}}=-{\frac {1}{2}}g_{\mu \nu }}. | \| \| \| \| \| \| \| \| | (4) |
| |                         |     |
| |                         |     |

### Рівняння руху
Тепер, коли ми маємо в своєму розпорядженні всі необхідні варіації, ми можемо підставити (3) і (4) в рівняння руху (2) для метричного поля, отримуючи

| {\displaystyle R_{\mu \nu }-{\frac {1}{2}}g_{\mu \nu }R={\frac {8\pi G}{c^{4}}}T_{\mu \nu }}, | \| \| \| \| \| \| \| \| | (5) |
|                                                                                               |                         |     |
|                                                                                               |                         |     |
яке є рівнянням поля Ейнштейна, а
{\displaystyle \kappa ={\frac {8\pi G}{c^{4}}}}
було обрано таким чином, щоб нерелятивістський граничний випадок давав звичайну форму ньютонівського закону всесвітнього тяжіння, де {\displaystyle G} є гравітаційною сталою.

## Космологічна стала
Коли в лагранжіан включена космологічна стала Λ, дія стає
{\displaystyle S=\int \left[{\frac {1}{2\kappa }}(R-2\Lambda )+{\mathcal {L}}_{\mathrm {M} }\right]{\sqrt {-g}}\,\mathrm {d} ^{4}x}.
Беручи варіації за зворотною метрикою, отримуємо
{\displaystyle {\begin{aligned}\delta S&=\int \left[{\frac {\sqrt {-g}}{2\kappa }}{\frac {\delta R}{\delta g^{\mu \nu }}}+{\frac {R}{2\kappa }}{\frac {\delta {\sqrt {-g}}}{\delta g^{\mu \nu }}}-{\frac {\Lambda }{\kappa }}{\frac {\delta {\sqrt {-g}}}{\delta g^{\mu \nu }}}+{\sqrt {-g}}{\frac {\delta {\mathcal {L}}_{\mathrm {M} }}{\delta g^{\mu \nu }}}+{\mathcal {L}}_{\mathrm {M} }{\frac {\delta {\sqrt {-g}}}{\delta g^{\mu \nu }}}\right]\delta g^{\mu \nu }\mathrm {d} ^{4}x\\&=\int \left[{\frac {1}{2\kappa }}{\frac {\delta R}{\delta g^{\mu \nu }}}+{\frac {R}{2\kappa }}{\frac {1}{\sqrt {-g}}}{\frac {\delta {\sqrt {-g}}}{\delta g^{\mu \nu }}}-{\frac {\Lambda }{\kappa }}{\frac {1}{\sqrt {-g}}}{\frac {\delta {\sqrt {-g}}}{\delta g^{\mu \nu }}}+{\frac {\delta {\mathcal {L}}_{\mathrm {M} }}{\delta g^{\mu \nu }}}+{\frac {{\mathcal {L}}_{\mathrm {M} }}{\sqrt {-g}}}{\frac {\delta {\sqrt {-g}}}{\delta g^{\mu \nu }}}\right]\delta g^{\mu \nu }{\sqrt {-g}}\,\mathrm {d} ^{4}x\end{aligned}}}
За принципом найменшої дії,
{\displaystyle 0=\delta S={\frac {1}{2\kappa }}{\frac {\delta R}{\delta g^{\mu \nu }}}+{\frac {R}{2\kappa }}{\frac {1}{\sqrt {-g}}}{\frac {\delta {\sqrt {-g}}}{\delta g^{\mu \nu }}}-{\frac {\Lambda }{\kappa }}{\frac {1}{\sqrt {-g}}}{\frac {\delta {\sqrt {-g}}}{\delta g^{\mu \nu }}}+{\frac {\delta {\mathcal {L}}_{\mathrm {M} }}{\delta g^{\mu \nu }}}+{\frac {{\mathcal {L}}_{\mathrm {M} }}{\sqrt {-g}}}{\frac {\delta {\sqrt {-g}}}{\delta g^{\mu \nu }}}}
Комбінуючи цей вираз із результатами, отриманими раніше:
{\displaystyle {\begin{aligned}{\frac {\delta R}{\delta g^{\mu \nu }}}&=R_{\mu \nu }\\{\frac {1}{\sqrt {-g}}}{\frac {\delta {\sqrt {-g}}}{\delta g^{\mu \nu }}}&={\frac {-g_{\mu \nu }}{2}}\\T_{\mu \nu }&={\mathcal {L}}_{\mathrm {M} }g_{\mu \nu }-2{\frac {\delta {\mathcal {L}}_{\mathrm {M} }}{\delta g^{\mu \nu }}}\end{aligned}}}
ми можемо отримати
{\displaystyle {\begin{aligned}{\frac {1}{2\kappa }}R_{\mu \nu }+{\frac {R}{2\kappa }}{\frac {-g_{\mu \nu }}{2}}-{\frac {\Lambda }{\kappa }}{\frac {-g_{\mu \nu }}{2}}+\left({\frac {\delta {\mathcal {L}}_{\mathrm {M} }}{\delta g^{\mu \nu }}}+{\mathcal {L}}_{\mathrm {M} }{\frac {-g_{\mu \nu }}{2}}\right)&=0\\R_{\mu \nu }-{\frac {R}{2}}g_{\mu \nu }+\Lambda g_{\mu \nu }+\kappa \left(2{\frac {\delta {\mathcal {L}}_{\mathrm {M} }}{\delta g^{\mu \nu }}}-{\mathcal {L}}_{\mathrm {M} }g_{\mu \nu }\right)&=0\\R_{\mu \nu }-{\frac {R}{2}}g_{\mu \nu }+\Lambda g_{\mu \nu }-\kappa T_{\mu \nu }&=0\end{aligned}}}
З {\textstyle \kappa ={\frac {8\pi G}{c^{4}}}} вираз стає рівнянням поля з космологічною сталою:
{\displaystyle R_{\mu \nu }-{\frac {1}{2}}g_{\mu \nu }R+\Lambda g_{\mu \nu }={\frac {8\pi G}{c^{4}}}T_{\mu \nu }.}